# Xã Ozawkie, Quận Jefferson, Kansas
Xã Ozawkie (tiếng Anh: Ozawkie Township) là một xã thuộc quận Jefferson, tiểu bang Kansas, Hoa Kỳ. Năm 2010, dân số của xã này là 1.637 người.